# Вето (Во)
Вето (фр. Veytaux) — громада  в Швейцарії у франкомовному кантоні Во, округ Рів'єра-Пеї-д'Ано, містечко-курорт на узбережжі Женевського озера.

## Географія
Громада розташована на відстані близько 75 км на південний захід від Берна, 26 км на південний схід від Лозанни.
Вето має площу 6,8 км², з яких на 5,6% дозволяється будівництво (житлове та будівництво доріг), 14,6% використовуються в сільськогосподарських цілях, 73,9% зайнято лісами, 5,9% не є продуктивними (річки, льодовики або гори).

## Історія
Вето вперше згадується в 1332 р. як Veytour.

## Демографія
2019 року в громаді мешкало 920 осіб (+11,9% порівняно з 2010 роком), іноземців було 34,7%. Густота населення становила 136 осіб/км².
За віковим діапазоном населення розподілялося таким чином: 16,3% — особи молодші 20 років, 63,3% — особи у віці 20—64 років, 20,4% — особи у віці 65 років та старші. Було 515 помешкань (у середньому 1,8 особи в помешканні).
Із загальної кількості 230 працюючих 6 було зайнятих в первинному секторі, 41 — в обробній промисловості, 183 — в галузі послуг.

## Пам'ятки
На схід від Вето розташований Шийонський замок та Шийонський віадук на автотрасі N9, які занесені до швейцарської спадщини національного значення.

## Галерея

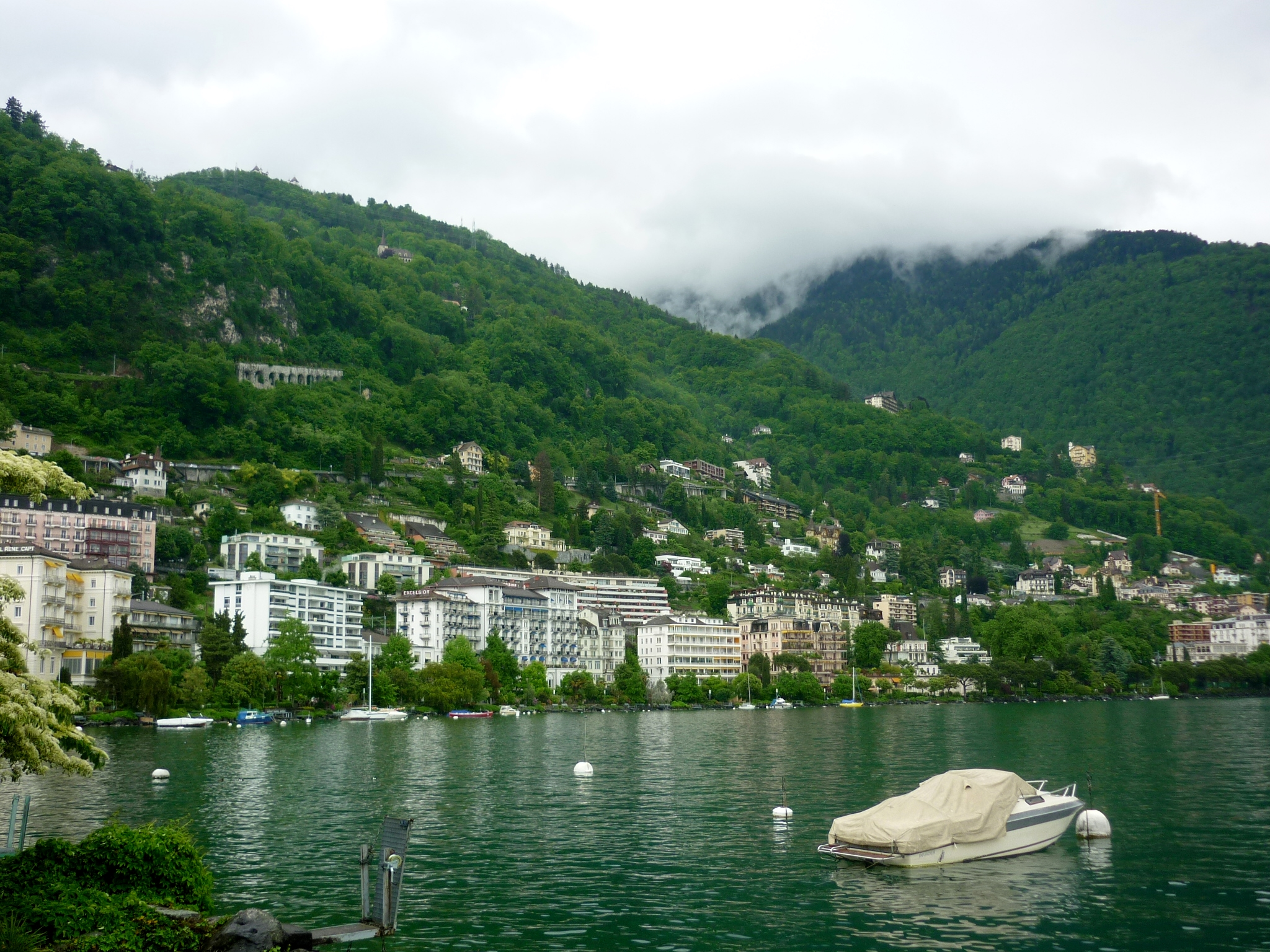
Вид на Вето з Женевського озера
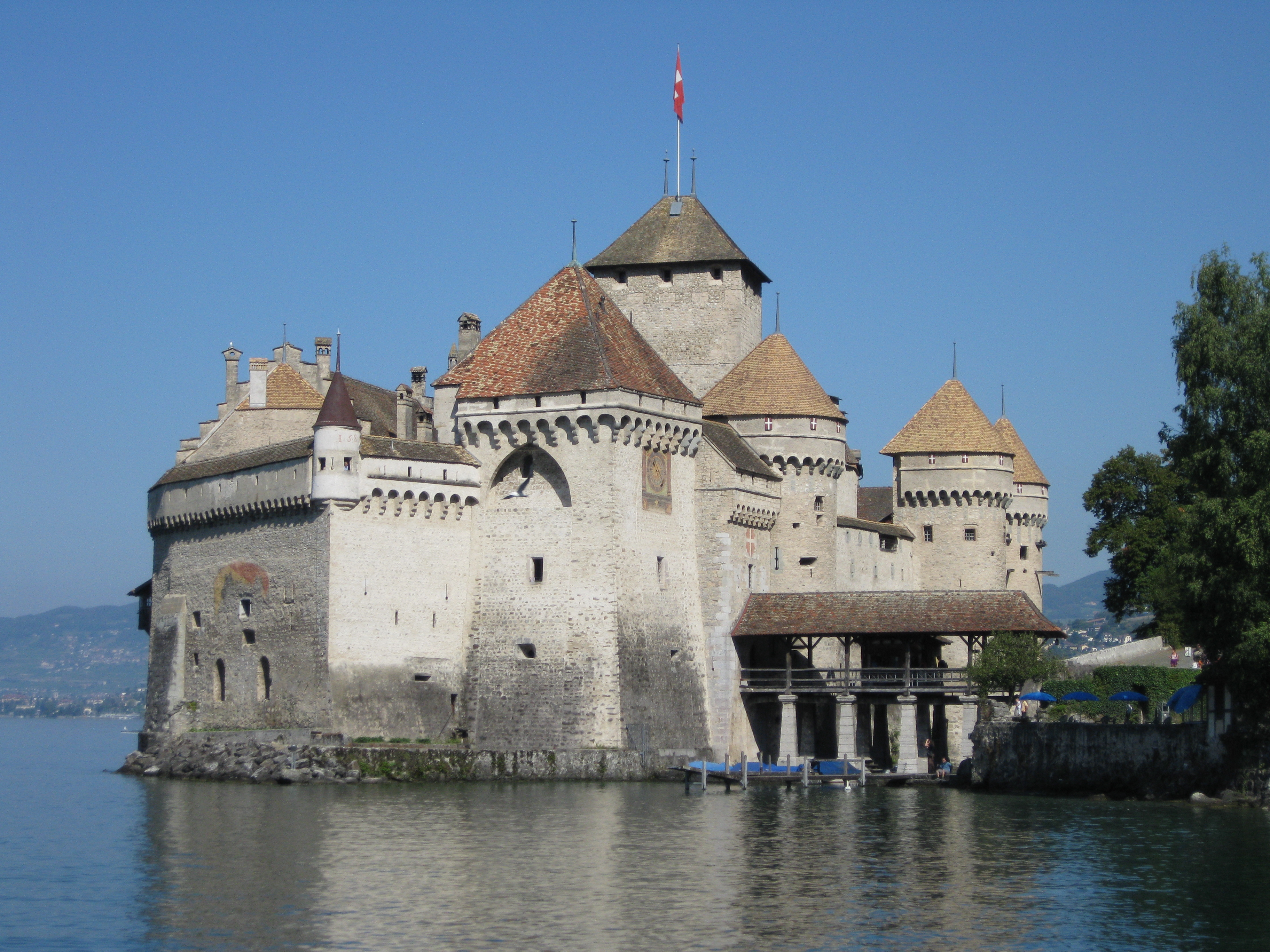
Шийонський замок
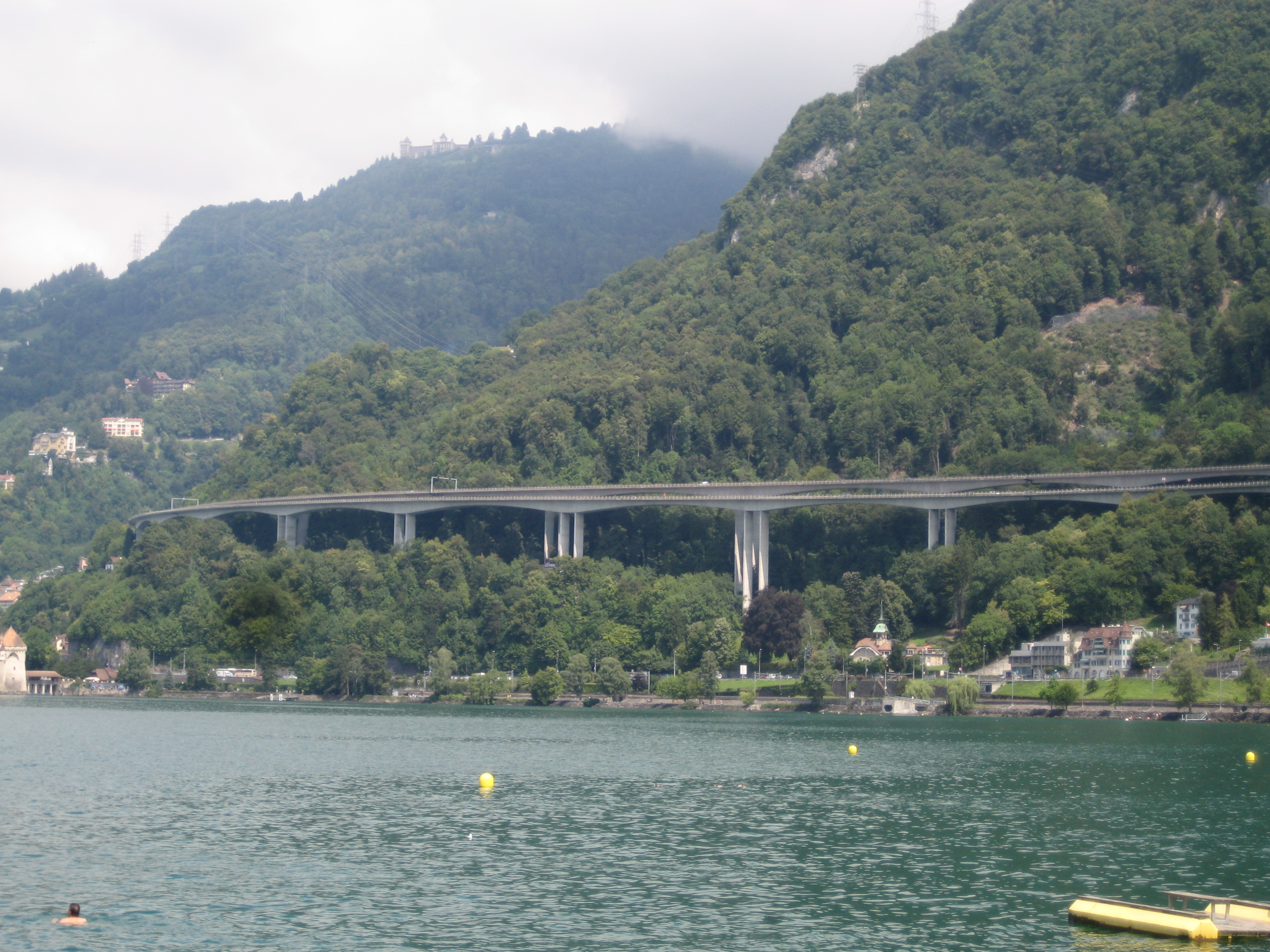
Віадук автомагістралі N9